# نبيل غيلاس
نبيل فتحي غيلاس هو لاعب كرة قدم جزائري، من مواليد 20 أبريل 1990 بفرنسا ويحمل الجنسية الجزائرية والفرنسية وهو خريج من نادي كاسي كارنو الفرنسي يبلغ من الطول 1.83، يلعب كمهاجم صريح، ومهاجم ثاني.
مهاجم نادي بورتو البرتغالي استدعي للمنتخب الجزائري أول مرة في مباراة البينين لتصفيات كاس العالم 2014 يوم 26 مارس 2013 وهو الشقيق الأصغر للاعب كمال غيلاس.
سجل اللاعب أول أهدافه الدولية ضد بنين في تاريخ 09 جوان 2013، ضمن التصفيات المؤهلة لكأس العالم 2014. بعد دخوله كبديل ل إسلام سليماني في المباراة التي انتهت 3-1 لصالح المنتخب الجزائري.

## روابط خارجية
- نبيل غيلاس على موقع الاتحاد الدولي (مؤرشف)  (الإنجليزية)
- نبيل غيلاس على موقع اتحاد تركيا (لاعب) (الإنجليزية)
- نبيل غيلاس على موقع قاعدة بيانات كرة القدم.إي يو (الإنجليزية)
- نبيل غيلاس على موقع ناشيونال فوتبول تيمز (الإنجليزية)
- نبيل غيلاس على موقع Soccerbase.com (لاعب) (الإنجليزية)
- نبيل غيلاس على موقع Soccerway.com (الإنجليزية)
- نبيل غيلاس على موقع عالم كرة القدم.نت (الإنجليزية)
- نبيل غيلاس على موقع كووورة
- نبيل غيلاس على موقع AS.com (الإسبانية)